# Ludwig von Massow-Parnehnen

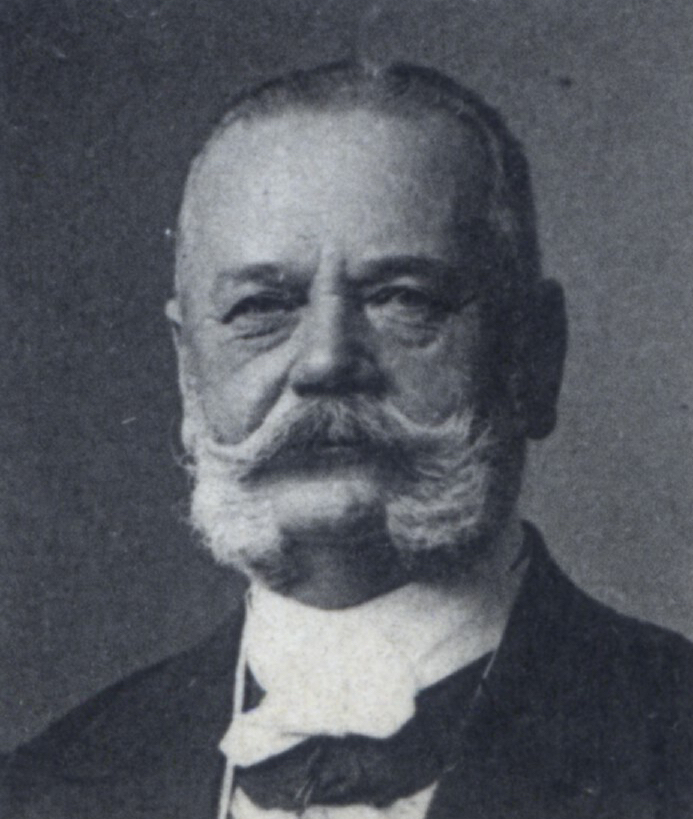
Ludwig von Massow-Parnehnen als Reichstagsabgeordneter 1912

Ludwig von Massow (* 26. Januar 1844 in Stargard; † 6. Juni 1914 in Parnehnen) war ein preußischer Offizier und Mitglied des Deutschen Reichstags.

## Leben
Massow besuchte die Kadettenkorps in Wahlstatt und Berlin. 1863 war er als Fähnrich an der polnischen Grenze, später war er Leutnant im 5. Kürassier-Regiment, Rittmeister beim 3. Kürassier-Regiment sowie etatmäßiger Stabsoffizier beim Litthauisches Ulanen-Regiment Nr. 12. Er machte die Kriege 1866 und 1870/71 bei seinen Regimentern mit. 1876 war er während des Kaisermanövers in Schlesien und Brandenburg zu Seiner Kaiserlichen Hoheit dem Großfürsten Nikolaus dem Älteren kommandiert. Ab 1894 war er als Major Kommandeur des Ulanen-Regiments „Kaiser Alexander III. von Rußland“ (Westpreußisches) Nr. 1. 1896, als der Zar Nikolaus II. sein Regiment dem Kaiser bei Görlitz vorführte, erhielt er den Orden der Heiligen Anna II. Klasse mit Brillanten. Im Mai 1898 erbat er seinen Abschied, da er als Kandidat zum Reichstage aufgestellt war.
Später widmete er sich der Bewirtschaftung der Güter Parnehnen, Agnesenhof (russisch: Nesterowskoje) und Wachlacken (Malyje Topki, beide nicht mehr existent). Er war schon als aktiver Offizier zehn Jahre lang Mitglied des Kreistags, seit 1900 Mitglied der Kreissynode, seit 1902 Mitglied der Provinzialsynode und von 1909 bis 1914 Mitglied des Provinziallandtags der Provinz Ostpreußen. Weiter war er Vorsitzender des Kriegerverbandes und Ehrenvorsitzender des Flottenvereins des Kreises Wehlau.
Von 1898 bis 1907 und von 1912 bis 1914 war er Mitglied des Deutschen Reichstags für den Wahlkreis Reichstagswahlkreis Regierungsbezirk Königsberg 2 und die Deutschkonservative Partei.
Er war Inhaber des Roten Adlerordens III. Klasse mit Schleife, des Kronenordens II. Klasse, des Dienstauszeichnungskreuzes und seit 1892 Rechtsritter des Johanniterordens.